# Seehundstation Friedrichskoog
Koordinaten: 54° 0′ 3″ N, 8° 52′ 32″ O

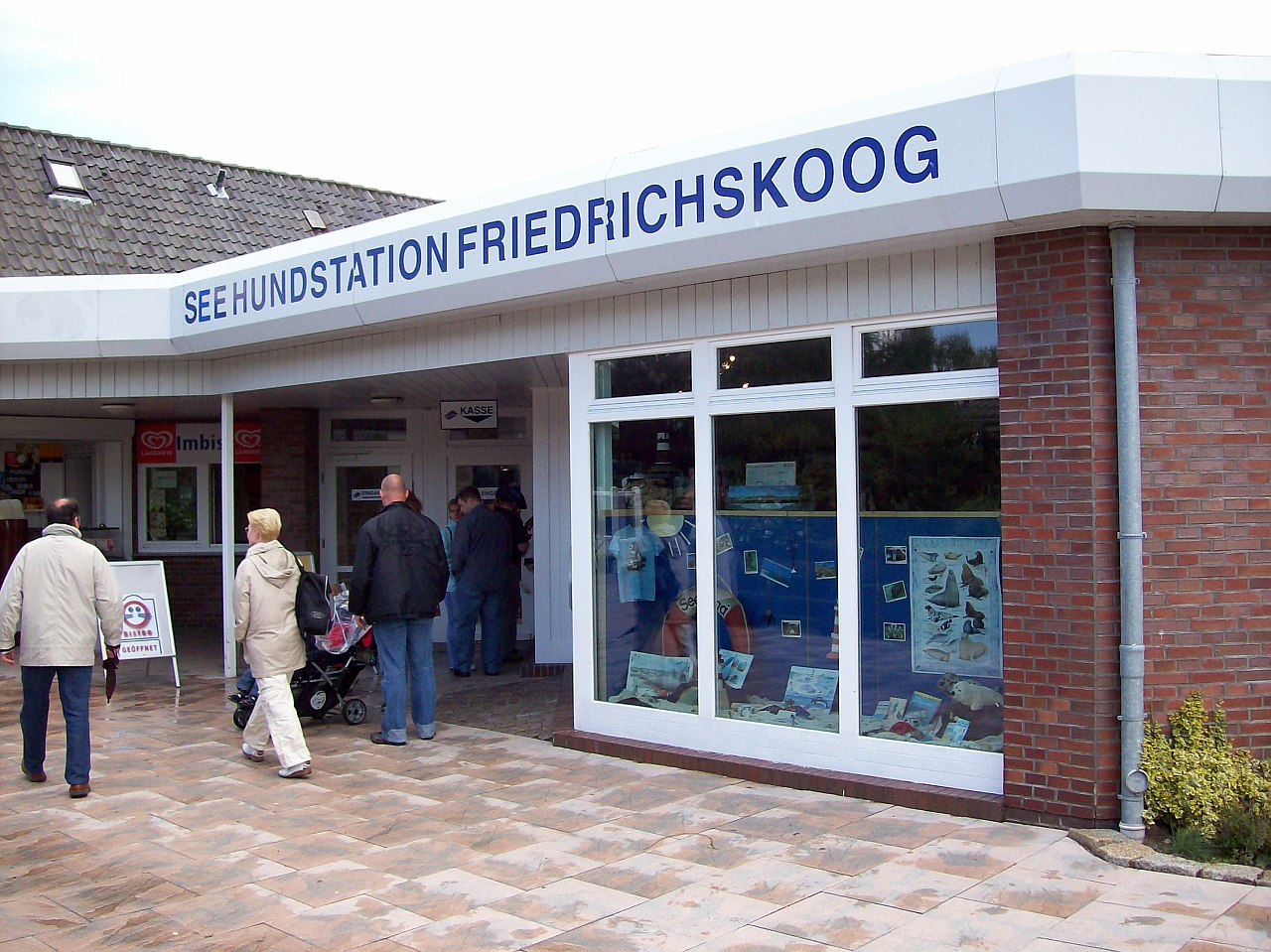
Ehemaliger Eingang Seehundstation (abgebrochen 2020)

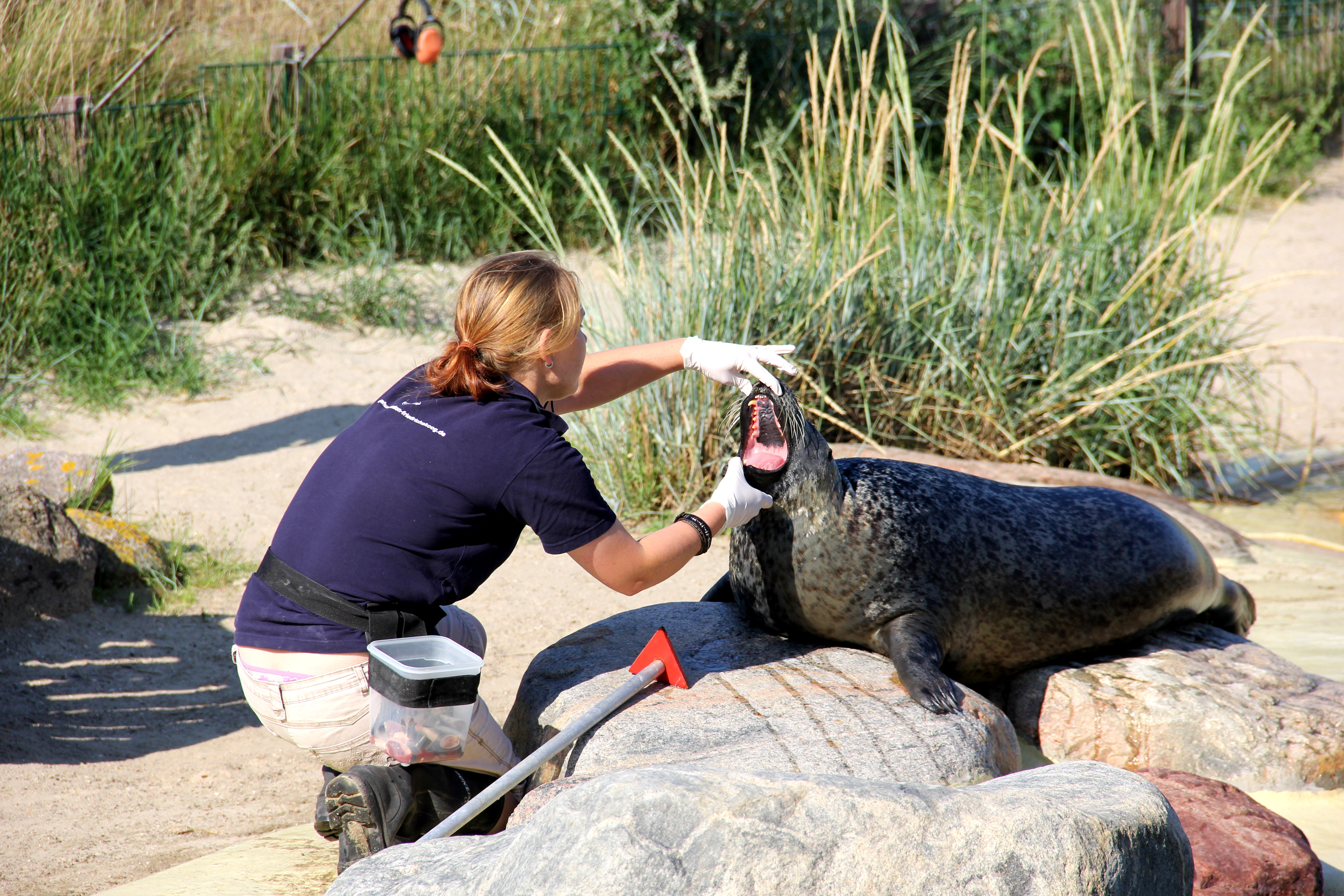
Die täglichen Fütterungen sind Training und Kontrollmöglichkeit zugleich.

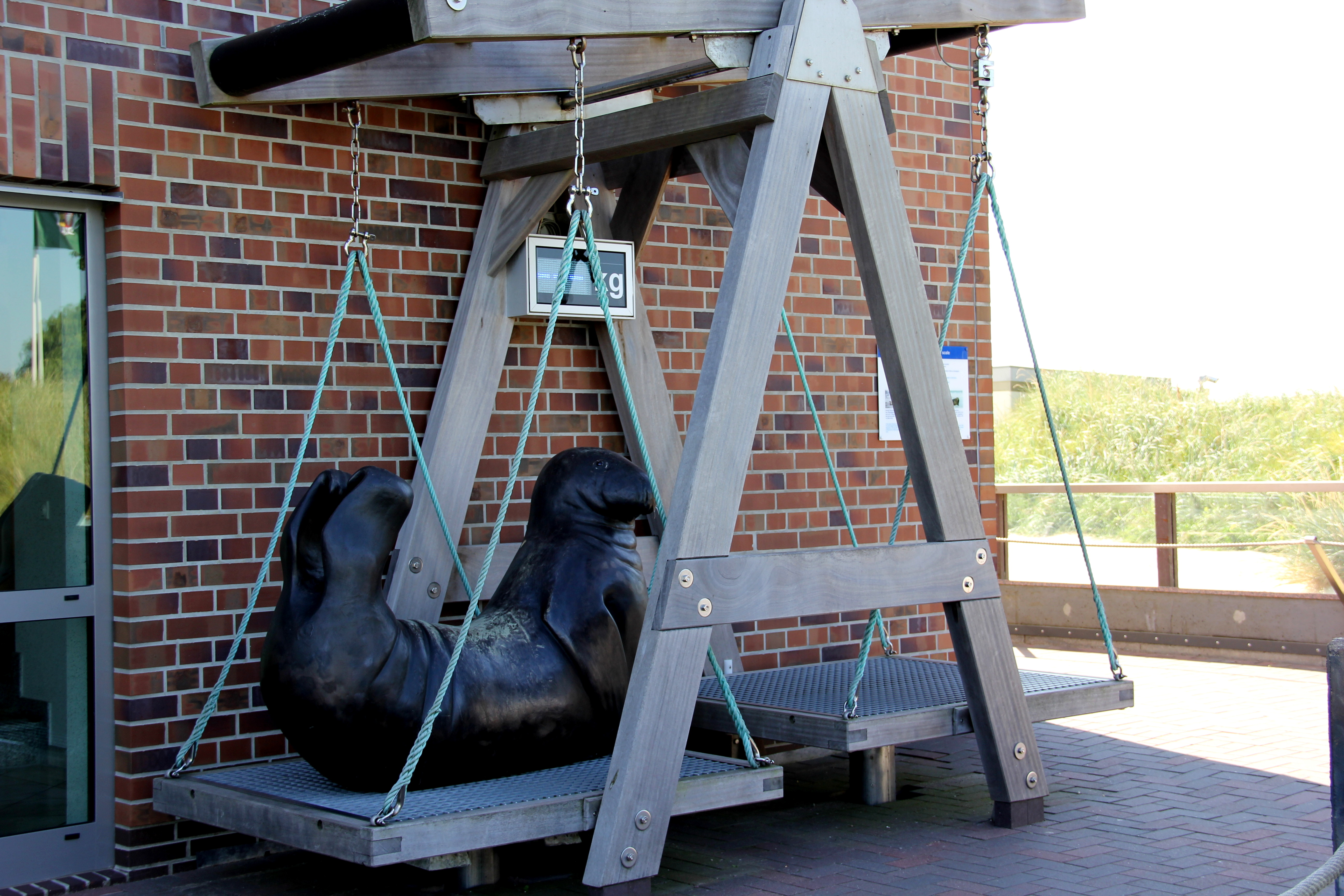
Eine Waage mit digitaler Anzeige zum Vergleich mit ausgewachsenen Kegelrobben.

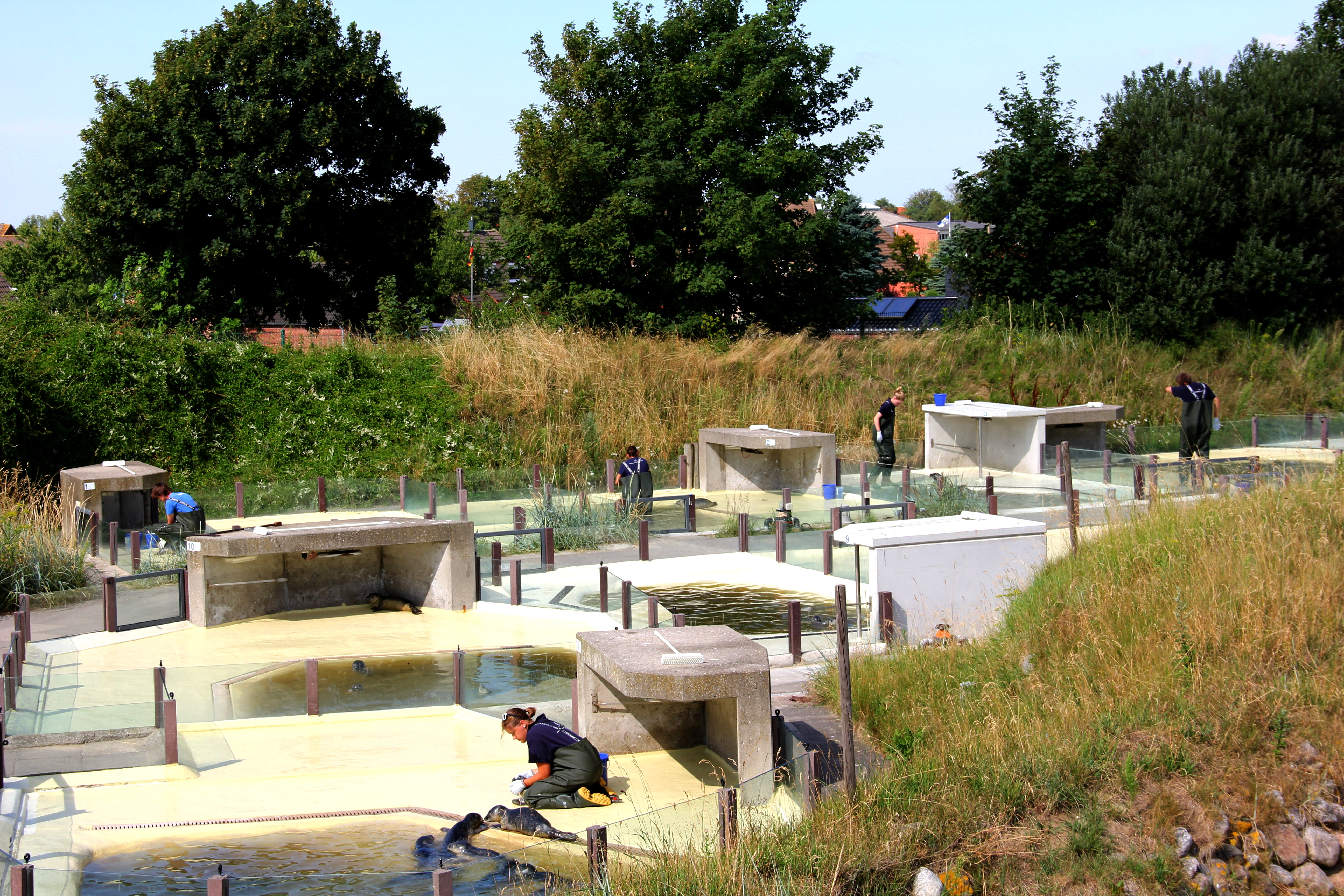
Fütterung der rund 180 Heuler (2014)

Die Seehundstation Friedrichskoog ist eine gemäß dem Abkommen zur Erhaltung der Seehunde im Wattenmeer autorisierte Aufnahmestelle für verlassene oder erkrankt aufgefundene Robben in der schleswig-Holsteinischen Gemeinde Friedrichskoog. Sie besteht seit 1985.

## Aufgabenbereiche
Nach dem aktuellen Gesellschaftsvertrag hat die Seehundstation den Zweck, die in Schleswig-Holstein heimischen Robbenarten Seehund und Kegelrobbe zu schützen sowie deren Schutz zu fördern. Gemäß internationalem Seehundabkommen ist sie die einzig berechtigte Aufnahmestelle für Heuler in Schleswig-Holstein; jährlich werden über 200 verlassene Jungtiere in der Station aufgezogen und nach etwa zwei Monaten wieder ausgewildert.
Sieben Heuler- und fünf Quarantänebecken stehen den Jungtieren in Friedrichskoog zur Verfügung.
Zudem leben fünf Seehunde und zwei Kegelrobben dauerhaft in einem naturnah angelegten 800 m³ großen Becken. Jährlich verfolgten etwa 150.000 Besucher die mehrmals täglich erfolgenden Fütterungen.

## Station

### Träger
Die Seehundstation Friedrichskoog wurde 1985 als Einrichtung der Gemeinde Friedrichskoog und des Landesjagdverbandes Schleswig-Holstein e.V. (LJV) gegründet. Von 1992 bis Februar 2019 wurde sie als gemeinnütziger Verein unter dem Namen „Seehundstation Friedrichskoog e.V. - Information, Aufzucht, Forschung“  betrieben. Im Jahr 2019 wurde der Verein in eine gemeinnützige Gesellschaft (gGmbH) umgewandelt; Hauptanteilseigner ist das Land Schleswig-Holstein.

### Bauliche Entwicklung
2006 wurde die Seehundstation um ein zweites Becken für die dauerhaft in der Station lebenden Tiere und ein zusätzliches Ausstellungsgebäude mit einer größeren Zuschauertribüne erweitert.
Durch die Schließung des Landeshafens Friedrichskoog im Jahr 2015 musste die Wasserversorgung und -entsorgung der Station neu organisiert werden.
Ab Jahresbeginn 2020 wurde die Seehundstation umgestaltet und erweitert: Im August 2020 war das neue Eingangsgebäude und im Juli 2021 die neue Ausstellungshalle mit dem Beobachtungsdeck Robbenblick fertiggestellt; durch eine 23 Meter breite und bodentiefe Fensterfront lässt sich die gesamte Station überschauen. Die interaktive und erlebnisorientierte Ausstellung Heimische Robben im Weltnaturerbe Wattenmeer ist seit Januar 2023 geöffnet; sie soll generationsübergreifend für den Schutz des Wattenmeers und all seiner Bewohner sensibilisieren. Insgesamt förderte das Land Schleswig-Holstein den Aus- und Umbau mit 6,5 Millionen Euro.
Durch die dauerhaft in der Station gehaltene Gruppe von Seehunden und Kegelrobben können Besucher besondere Eindrücke vom Leben der heimischen Robben erhalten und an den großen Unterwasserfenstern die Seehunde und Kegelrobben beobachten. Die Fütterungen werden kommentiert, das Training erläutert und dabei Informationen über die Biologie und das Verhalten der Tiere gegeben.
Die vielfältigen Angebote an den Dauerhaltungsbecken im Außenbereich und der Erlebnisausstellung „Robben der Welt“ laden auf spielerische Art und Weise ein, mehr über die Biologie, Gefährdung und Schutzmaßnahmen der heimischen Meeressäuger und ihrer Verwandten herauszufinden.

### Trischenbake
Auf dem Gelände der Station, einem früheren Materiallagerplatz für den Deichbau und die Landgewinnung („Fiskusplatz“), stand weithin sichtbar die 23 m hohe Trischenbake, die jahrzehntelang bis zu ihrer Demontage 1996 auf der Insel Trischen aufgestellt war. 2001 wurde sie restauriert und diente nun als Aussichtsturm, der aus 17 m Höhe einen guten Ausblick ins Gelände der Seehundstation und das Wattenmeer ermöglichte.
Um die Renovierung und den Umbau der Seehundstation zu ermöglichen, wurde die Trischenbake an die Gemeinde Friedrichskoog verschenkt und am 5. Februar 2020 mittels eines Krans von ihrem bisherigen Standort entfernt. Es ist geplant, sie am Hafen wieder aufzubauen.

### Die Station in den Medien
Die im Jahre 2006 erweiterte Seehundstation wurde zahlreichen Fernsehzuschauern durch die Fernsehserie Hallo Robbie! bekannt, die teils in der Station gedreht wurde. Außerdem ist die Station durch die Fernsehserie „Seehund, Puma & Co.“ bekannt geworden.

## Leitung
Erster Stationsleiter in Friedrichskoog war Seehundjäger Werner Rohwedder. Er hatte schon vor der Eröffnung der Einrichtung Heuler aufgenommen und in seinem Garten und auf einem Kutter aufgezogen. Rohwedder leitete die Station mehr als zehn Jahre lang. Seine Nachfolgerin war Katrin Wollny-Goerke. Seit 1997 ist Diplom-Biologin Tanja Rosenberger Leiterin der Seehundstation Friedrichskoog.